# Япония на летних Олимпийских играх 2024
Спортсмены Японии принимали участие в летних Олимпийских играх 2024 года в Париже. Сборная была представлена 403 спортсменами в 34 видах спорта.
Японцы завоевали 45 медалей (20 золотых, 12 серебряных и 13 бронзовых) и заняли третье место в неофициальном общем медальном зачёте Игр после сборных США и Китая, которые выиграли по 40 золотых наград. По общему количеству наград японцы заняли шестое место. Япония второй раз подряд заняла третье место в общем зачёте летних Олимпийских игр после домашней Олимпиады 2020 года в Токио. Ранее единственный раз Япония попадала в тройку общего медального зачёта на Играх, проходивших за пределами Японии, в 1968 году в Мехико.
Успешнее всего японцы на Играх в Париже выступили в борьбе, где завоевали сразу 8 золотых наград (ни одна другая страна не выиграла более двух золотых). Японцы выиграли 2 золота в мужской вольной борьбе, 2 золота в греко-римской борьбе и 4 из разыгранных 6 золотых медалей в женской вольной борьбе. По три золотые медали японцы завоевали в дзюдо и спортивной гимнастике. В гимнастике отличился 20-летний Синносукэ Ока, ставший чемпионом в командном первенстве, личном многоборье и на перекладине.

## Квалификация
| № п/п | Вид спорта                  | Мужчины        | Мужчины                | Женщины        | Женщины                | Всего          | Всего                  |
| № п/п | Вид спорта                  | Завоевано квот | Количество спортсменов | Завоевано квот | Количество спортсменов | Завоевано квот | Количество спортсменов |
| ----- | --------------------------- | -------------- | ---------------------- | -------------- | ---------------------- | -------------- | ---------------------- |
| 1     | Академическая гребля        | 2              | 3                      | 1              | 2                      | 3              | 5                      |
| 2     | Бадминтон                   | 3              | 5                      | 4              | 7                      | 8              | 12                     |
| 3     | Баскетбол                   | 1              | 12                     | 1              | 12                     | 2              | 24                     |
| 4     | Бокс                        | 2              | 2                      |                |                        | 2              | 2                      |
| 5     | Борьба                      | 7              | 7                      | 6              | 6                      | 13             | 13                     |
| 6     | Брейкинг                    | 1              | 1                      |                |                        | 1              | 1                      |
| 7     | Велоспорт                   | 10             | 9                      | 10             | 9                      | 20             | 18                     |
| 8     | Водное поло                 | 1              | 12                     |                |                        | 1              | 12                     |
| 9     | Волейбол                    | 1              | 12                     |                |                        | 1              | 12                     |
| 10    | Гандбол                     | 1              | 14                     |                |                        | 1              | 14                     |
| 11    | Спортивная гимнастика       | 5              | 5                      | 5              | 5                      | 10             | 10                     |
| 12    | Гребля на байдарках и каноэ | 3              | 2                      | 2              | 1                      | 5              | 3                      |
| 13    | Конный спорт                |                |                        |                |                        | 8              | 6                      |
| 14    | Лёгкая атлетика             | 19             | 23                     | 8              | 8                      | 29             | 31                     |
| 15    | Настольный теннис           | 3              | 3                      | 3              | 3                      | 7              | 6                      |
| 16    | Парусный спорт              | 1              | 3                      | 1              | 4                      | 4              | 7                      |
| 17    | Плавание                    | 19             | 17                     | 19             | 14                     | 39             | 31                     |
| 18    | Прыжки в воду               | 2              | 2                      | 3              | 3                      | 5              | 5                      |
| 19    | Прыжки на батуте            | 1              | 1                      | 1              | 1                      | 2              | 2                      |
| 20    | Регби-7                     | 1              | 12                     | 1              | 12                     | 2              | 24                     |
| 21    | Сёрфинг                     | 3              | 3                      | 1              | 1                      | 4              | 4                      |
| 22    | Синхронное плавание         |                |                        | 2              |                        | 2              | 8                      |
| 23    | Современное пятиборье       | 1              | 1                      | 1              | 1                      | 2              | 2                      |
| 24    | Спортивное скалолазание     | 2              | 2                      | 1              | 1                      | 3              | 3                      |
| 25    | Стрельба                    | 2              | 2                      |                |                        | 2              | 2                      |
| 26    | Стрельба из лука            | 4              | 3                      | 1              | 1                      | 5              | 4                      |
| 27    | Триатлон                    | 2              | 2                      | 1              | 1                      | 3              | 3                      |
| 28    | Тяжёлая атлетика            | 2              | 2                      | 1              | 1                      | 3              | 3                      |
| 29    | Фехтование                  | 9              | 7                      | 9              | 7                      | 18             | 14                     |
| 30    | Футбол                      | 1              | 18                     | 1              | 18                     | 2              | 36                     |
| 31    | Хоккей на траве             |                |                        | 1              | 16                     | 1              | 16                     |
|       | ИТОГО                       | 109            | 185                    | 84             | 134                    | 208            | 333                    |

## Медали
| Медаль | Спортсмен(ы) | Вид спорта | Дисциплина | Дата |
| ------ | ------------ | ---------- | ---------- | ---- |

| Вид спорта | 1 | 2 | 3 | Всего |

| Медали по датам | Медали по датам | Медали по датам | Медали по датам | Медали по датам | Медали по датам |
| --------------- | --------------- | --------------- | --------------- | --------------- | --------------- |
| Дата            | 1               | 2               | 3               | Всего           |                 |

## Состав команды
Академическая гребля
1. Квота1
2. Квота2
3. Квота3
4. Квота1
5. Квота2

 Бадминтон
1. Кодаи Нараока
2. Кэнта Нисимото
3. Такуро Хоки
4. Юго Кобаяси
5. Юта Ватанабэ
6. Аканэ Ямагути
7. Ая Охори
8. Нами Мацуяма
9. Хикару Шида
10. Маю Мацумото
11. Вакана Нагахара
12. Ариса Хигасино

 Баскетбол
1. Квота1
2. Квота2
3. Квота3
4. Квота4
5. Квота5
6. Квота6
7. Квота7
8. Квота8
9. Квота9
10. Квота10
11. Квота11
12. Квота12
13. Квота1
14. Квота2
15. Квота3
16. Квота4
17. Квота5
18. Квота6
19. Квота7
20. Квота8
21. Квота9
22. Квота10
23. Квота11
24. Квота12

 Бокс
1. Сюдай Харада[англ.]
2. Сэвон Окадзава

 Борьба
Вольная борьба
1. Рэй Хигути
2. Котаро Киёока[англ.]*
3. Даити Такатани
4. Хаято Исигуро
5. Юи Сусаки
6. Акари Фудзинами
7. Цугуми Сакураи
8. Сакура Мотоки
9. Ами Исии
10. Юка Кагами

Греко-римская борьба
1. Кэнъитиро Фумита
2. Кётаро Согабэ
3. Нао Кусака

 Брейкинг
1. Сигэюки Накараи

Велоспорт
 Шоссейный велоспорт
1. Квота1
2. Квота2

 Трековый велоспорт
1. Квота1 (спринт)
2. Квота2 (спринт)
3. Квота3 (спринт)
4. Квота4 (преследование)
5. Квота5 (преследование)
6. Квота6 (преследование)
7. Квота7 (преследование)
8. Квота9 (спринт)
9. Квота10 (кейрин)
10. Квота11 (преследование)
11. Квота12 (преследование)
12. Квота13 (преследование)
13. Квота14 (преследование)

 Маунтинбайк
1. Квота1

 BMX
1. Квота1
2. Квота2

 Водное поло
1. Квота1
2. Квота2
3. Квота3
4. Квота4
5. Квота5
6. Квота6
7. Квота7
8. Квота8
9. Квота9
10. Квота10
11. Квота11
12. Квота12

 Волейбол
1. Квота1
2. Квота2
3. Квота3
4. Квота4
5. Квота5
6. Квота6
7. Квота7
8. Квота8
9. Квота9
10. Квота10
11. Квота11
12. Квота12

 Гандбол
1. Квота1
2. Квота2
3. Квота3
4. Квота4
5. Квота5
6. Квота6
7. Квота7
8. Квота8
9. Квота9
10. Квота10
11. Квота11
12. Квота12
13. Квота13
14. Квота14

Гимнастика
 Спортивная гимнастика
1. Дайки Хасимото
2. Казума Кая[англ.]
3. Синносуке Ока[англ.]
4. Такааки Сугино[англ.]
5. Ватару Танигава
6. Рина Киcи
7. Шоко Мията
8. Харука Накамура[англ.]
9. Мана Окамура[англ.]
10. Кохане Усиоку[англ.]

Гребля на байдарках и каноэ
 Гребной слалом
1. Квота1
2. Квота2
3. Квота3

 Конный спорт
1. Квота1
2. Квота2
3. Квота3
4. Квота4
5. Квота5
6. Квота6

 Лёгкая атлетика
1. Абдул Хаким Сани-Браун
2. Фуга Сато[англ.]
3. Кэнтаро Сато[англ.]
4. Рашид Муратакэ[англ.]
5. Сюнсукэ Идзумия[англ.]
6. Сюсэй Номото[англ.]
7. Кэн Тоёда[англ.]
8. Кадзуки Курокава[англ.]
9. Квота9
10. Рюдзи Миура[англ.]
11. Наоки Кояма[англ.]
12. Акира Акасаки[англ.]
13. Сугуру Осако[англ.]
14. Квота14 (ходьба)
15. Квота15 (ходьба)
16. Квота16 (ходьба)
17. Квота17 (длина)
18. Квота18
19. Квота19
20. Квота20
21. Квота21
22. Квота22
23. Квота23
24. Квота1 (5000 м)
25. Квота2 (марафон)
26. Квота3 (марафон)
27. Квота4 (марафон)
28. Квота14 (ходьба)
29. Квота16 (ходьба)
30. Сумирэ Хата[англ.]
31. Харука Китагути

 Настольный теннис
1. Томокадзу Харимото
2. Хирото Шинозука[англ.]
3. Сюнсуке Тогами[англ.]
4. Хина Хаята[англ.]
5. Мива Харимото[англ.]
6. Миу Хирано

 Парусный спорт
1. Квота1
2. Квота2
3. Квота3
4. Квота1
5. Квота2
6. Квота3
7. Квота4

 Плавание
1. Кацухиро Мацумото
2. Квота2
3. Квота3
4. Квота4
5. Квота5
6. Квота6
7. Квота7
8. Квота8
9. Квота9
10. Квота10
11. Квота11
12. Квота12
13. Квота13
14. Томоюки Мацушита[англ.]
15. Квота15
16. Тайсин Минамидэ[англ.]
17. Квота17
18. Квота1
19. Квота2
20. Квота3
21. Рэона Аоки[англ.]
22. Сатоми Судзуки
23. Квота6
24. Квота7
25. Мизуки Хираи[англ.]
26. Рикако Икээ
27. Квота10
28. Квота11
29. Мио Нарита[англ.]
30. Агэха Танигава[англ.]
31. Айри Эбина[англ.]

 Прыжки в воду
1. Квота1
2. Квота2
3. Квота3

 Прыжки на батуте
1. Квота1
2. Квота1

 Регби-7
1. Квота1
2. Квота2
3. Квота3
4. Квота4
5. Квота5
6. Квота6
7. Квота7
8. Квота8
9. Квота9
10. Квота10
11. Квота11
12. Квота12
13. Квота13
14. Квота14
15. Квота15
16. Квота16
17. Квота17
18. Квота18
19. Квота19
20. Квота20
21. Квота21
22. Квота22
23. Квота23
24. Квота24

 Сёрфинг
1. Каноа Игараси
2. Рео Инаба[англ.]
3. Квота3
4. Сино Мацуда[англ.]

 Синхронное плавание
1. Квота1
2. Квота2

 Современное пятиборье
1. Тайсю Сато
2. Мисаки Утида[англ.]

 Спортивное скалолазание
1. Томоа Нарасаки
2. Сорато Анраку[англ.]
3. Аи Мори[англ.]

 Стрельба
1. Квота1
2. Квота2

 Стрельба из лука
1. Квота1
2. Квота2
3. Квота3
4. Квота4

 Триатлон
1. Квота1
2. Квота2
3. Юко Такахаси

 Тяжёлая атлетика
1. Масанори Миямото
2. Эйширо Мураками[англ.]
3. Рира Судзуки

 Фехтование
1. Квота1 (шпага)
2. Квота2 (шпага)
3. Квота3 (шпага)
4. Квота4 (рапира)
5. Квота5 (рапира)
6. Квота6 (рапира)
7. Кэнто Ёшида[англ.]
8. Нодзоми Сато[англ.]
9. Квота2 (рапира)
10. Квота3 (рапира)
11. Квота4 (рапира)
12. Квота5 (сабля)
13. Квота6 (сабля)
14. Квота7 (сабля)

 Футбол
1. Квота1
2. Квота2
3. Квота3
4. Квота4
5. Квота5
6. Квота6
7. Квота7
8. Квота8
9. Квота9
10. Квота10
11. Квота11
12. Квота12
13. Квота13
14. Квота14
15. Квота15
16. Квота16
17. Квота17
18. Квота18
19. Квота1
20. Квота2
21. Квота3
22. Квота4
23. Квота5
24. Квота6
25. Квота7
26. Квота8
27. Квота9
28. Квота10
29. Квота11
30. Квота12
31. Квота13
32. Квота14
33. Квота15
34. Квота16
35. Квота17
36. Квота18

 Хоккей на траве
1. Квота1
2. Квота2
3. Квота3
4. Квота4
5. Квота5
6. Квота6
7. Квота7
8. Квота8
9. Квота9
10. Квота10
11. Квота11
12. Квота12
13. Квота13
14. Квота14
15. Квота15
16. Квота16

## Академическая гребля
Япония завоевала одну квоту на участие в соревнованиях по академической гребле на Чемпионате мира по академической гребле 2023 года в Белграде, Сербия и две квоты на Квалификационной регате Азии и Океании в Чхунджу, Корея.
Мужчины
| Спортсмен | Дисциплина               | Заезд | Заезд | Утеш. заезд | Утеш. заезд | Полуфиналы | Полуфиналы | Финалы | Финалы |
| Спортсмен | Дисциплина               | Время | Место | Время       | Место       | Время      | Место      | Время  | Место  |
| --------- | ------------------------ | ----- | ----- | ----------- | ----------- | ---------- | ---------- | ------ | ------ |
|           | Одиночки                 |       |       |             |             |            |            |        |        |
|           | Двойки парные, легковесы |       |       |             |             |            |            |        |        |

Женщины
| Спортсмен | Дисциплина               | Заезд | Заезд | Утеш. заезд | Утеш. заезд | Полуфиналы | Полуфиналы | Финалы | Финалы |
| Спортсмен | Дисциплина               | Время | Место | Время       | Место       | Время      | Место      | Время  | Место  |
| --------- | ------------------------ | ----- | ----- | ----------- | ----------- | ---------- | ---------- | ------ | ------ |
|           | Двойки парные, легковесы |       |       |             |             |            |            |        |        |

Легенда: FA=Финал А (медали); FB=Финал В; FC=Финал С; FD=Финал D; FE=Финал E; FF=Финал F; SA/B=Полуфиналы A/B; SC/D=Полуфиналы C/D; SE/F=Полуфиналы E/F; QF=Четвертьфиналы; R=Утешительные заезды

## Бадминтон
Япония завоевала восемь квот на участие в олимпийском турнире по бадминтону в соответствии с Олимпийским рейтингом BWF.
Мужчины
| Спортсмен               | Категория | Группы        | Группы        | Группы        | Группы | Выбывание     | Четвертьфиналы | Полуфиналы    | Финал / За 3 место | Финал / За 3 место |
| Спортсмен               | Категория | Соперник Счет | Соперник Счет | Соперник Счет | Место  | Соперник Счет | Соперник Счет  | Соперник Счет | Соперник Счет      | Место              |
| ----------------------- | --------- | ------------- | ------------- | ------------- | ------ | ------------- | -------------- | ------------- | ------------------ | ------------------ |
| Кодаи Нараока           | Одиночный |               |               |               |        |               |                |               |                    |                    |
| Кэнта Нисимото          | Одиночный |               |               |               |        |               |                |               |                    |                    |
| Такуро Хоки Юго Кобаяси | Пары      |               |               |               |        | —             |                |               |                    |                    |

Женщины
| Спортсмен                    | Категория | Группы        | Группы        | Группы        | Группы | Выбывание     | Четвертьфиналы | Полуфиналы    | Финал / За 3 место | Финал / За 3 место |
| Спортсмен                    | Категория | Соперник Счет | Соперник Счет | Соперник Счет | Место  | Соперник Счет | Соперник Счет  | Соперник Счет | Соперник Счет      | Место              |
| ---------------------------- | --------- | ------------- | ------------- | ------------- | ------ | ------------- | -------------- | ------------- | ------------------ | ------------------ |
| Аканэ Ямагути                | Одиночный |               |               |               |        |               |                |               |                    |                    |
| Ая Охори                     | Одиночный |               |               |               |        |               |                |               |                    |                    |
| Нами Мацуяма Хикару Шида     | Пары      |               |               |               |        | —             |                |               |                    |                    |
| Маю Мацумото Вакана Нагахара | Пары      |               |               |               |        | —             |                |               |                    |                    |

Микст
| Спортсмен                   | Категория | Группы        | Группы        | Группы        | Группы | Четвертьфиналы | Полуфиналы    | Финал / За 3 место | Финал / За 3 место |
| Спортсмен                   | Категория | Соперник Счет | Соперник Счет | Соперник Счет | Место  | Соперник Счет  | Соперник Счет | Соперник Счет      | Место              |
| --------------------------- | --------- | ------------- | ------------- | ------------- | ------ | -------------- | ------------- | ------------------ | ------------------ |
| Юта Ватанабэ Ариса Хигасино | Микст     |               |               |               |        |                |               |                    |                    |
| Фэн Яньчже Хуан Дунпин      | Микст     |               |               |               |        |                |               |                    |                    |

## Баскетбол
Японская мужская баскетбольная команда квалифицировалась на олимпийский турнир по результатам Чемпионата мира по баскетболу 2023 года как лучшая команда Азии. Женская баскетбольная команда Японии завоевала право участвовать в олимпийском турнире, выиграв отборочный турнир в Шопроне, Венгрия.
| Команда | Соревнование   | Групповая стадия | Групповая стадия | Групповая стадия | Групповая стадия | Четвертьфиналы | Полуфиналы    | Финал / Матч за 3 место | Финал / Матч за 3 место |
| Команда | Соревнование   | Соперник Счёт    | Соперник Счёт    | Соперник Счёт    | Место            | Соперник Счёт  | Соперник Счёт | Соперник Счёт           | Место                   |
| ------- | -------------- | ---------------- | ---------------- | ---------------- | ---------------- | -------------- | ------------- | ----------------------- | ----------------------- |
| Япония  | Мужской турнир |                  |                  |                  |                  |                |               |                         |                         |
| Япония  | Женский турнир |                  |                  |                  |                  |                |               |                         |                         |

### Мужской турнир
Состав команды
- Команда из 12 игроков

### Женский турнир
Состав команды
- Команда из 12 игроков

## Бокс
Япония завоевала два места в турнир по боксу на Азиатских играх 2022 года в Ханчжоу, Китай.
| Спортсмен      | Категория     | 1 раунд            | 1/8 финала         | Четвертьфиналы     | Полуфиналы         | Финал              | Финал |
| Спортсмен      | Категория     | Соперник Результат | Соперник Результат | Соперник Результат | Соперник Результат | Соперник Результат | Место |
| -------------- | ------------- | ------------------ | ------------------ | ------------------ | ------------------ | ------------------ | ----- |
| Сюдай Харада   | Мужчины 57 кг | 0                  |                    |                    |                    |                    |       |
| Сэвон Окадзава | Мужчины 71 кг | 0                  |                    |                    |                    |                    |       |

## Борьба
Япония завоевала на Чемпионате мира по борьбе 2023 года в Белграде, Сербия по два места в мужские соревнования по вольной и греко-римской борьбе и максимально возможное количество мест, шесть, в женский турнир по вольной борьбе. Еще два места в мужской вольной борьбе и одно в греко-римской борьбе Япония завоевала на Азиатском квалификационном турнире 2024 года в Бишкеке, Кыргызстан.
Вольная борьба
| Спортсмен       | Категория        | 1/8 финала         | Четвертьфиналы     | Полуфиналы         | Утеш.поединки      | Финал / За 3 место | Финал / За 3 место |
| Спортсмен       | Категория        | Соперник Результат | Соперник Результат | Соперник Результат | Соперник Результат | Соперник Результат | Место              |
| --------------- | ---------------- | ------------------ | ------------------ | ------------------ | ------------------ | ------------------ | ------------------ |
| Рэй Хигути      | Мужчины до 57 кг |                    |                    |                    |                    |                    |                    |
| Котаро Киёока   | Мужчины до 65 кг |                    |                    |                    |                    |                    |                    |
| Даити Такатани  | Мужчины до 74 кг |                    |                    |                    |                    |                    |                    |
| Хаято Исигуро   | Мужчины до 86 кг |                    |                    |                    |                    |                    |                    |
| Юи Сусаки       | Женщины до 50 кг |                    |                    |                    |                    |                    |                    |
| Акари Фудзинами | Женщины до 53 кг |                    |                    |                    |                    |                    |                    |
| Цугуми Сакураи  | Женщины до 57 кг |                    |                    |                    |                    |                    |                    |
| Сакура Мотоки   | Женщины до 62 кг |                    |                    |                    |                    |                    |                    |
| Ами Исии        | Женщины до 68 кг |                    |                    |                    |                    |                    |                    |
| Юка Кагами      | Женщины до 76 кг |                    |                    |                    |                    |                    |                    |

Греко-римская борьба
| Спортсмен        | Категория        | 1/8 финала         | Четвертьфиналы     | Полуфиналы         | Утеш.поединки      | Финал / За 3 место | Финал / За 3 место |
| Спортсмен        | Категория        | Соперник Результат | Соперник Результат | Соперник Результат | Соперник Результат | Соперник Результат | Место              |
| ---------------- | ---------------- | ------------------ | ------------------ | ------------------ | ------------------ | ------------------ | ------------------ |
| Кэнъитиро Фумита | Мужчины до 60 кг |                    |                    |                    |                    |                    |                    |
| Кётаро Согабэ    | Мужчины до 67 кг |                    |                    |                    |                    |                    |                    |
| Нао Кусака       | Мужчины до 77 кг |                    |                    |                    |                    |                    |                    |

## Брейкинг
Сигэюки Накараи завоевал место в олимпийском турнире юношей по брейкингу, победив на Азиатских играх 2022 года в Ханчжоу, Китай.
| Спортсмен       | Ник      | Категория | Квалификация | Квалификация | 1/8 финала         | Четвертьфиналы     | Полуфиналы         | Финал / За 3 место | Финал / За 3 место |
| Спортсмен       | Ник      | Категория | Баллы        | Место        | Соперник Результат | Соперник Результат | Соперник Результат | Соперник Результат | Место              |
| --------------- | -------- | --------- | ------------ | ------------ | ------------------ | ------------------ | ------------------ | ------------------ | ------------------ |
| Сигэюки Накараи | Shigekix | Би-бои    |              |              | 0                  |                    |                    |                    |                    |

## Велоспорт

### Шоссейные велогонки
Япония получила по одному месту для участия в женской и мужской групповых гонках на шоссе по результатам рейтинга UCI. 
Мужчины
| Спортсмен | Дисциплина      | Время | Место |
| --------- | --------------- | ----- | ----- |
|           | Групповая гонка |       |       |

Женщины
| Спортсмен | Дисциплина      | Время | Место |
| --------- | --------------- | ----- | ----- |
|           | Групповая гонка |       |       |

### Велотрек
Япония завоевала в соответствии с олимпийским рейтингом UCI право выставить команды и индивидуальных участников во всех дисциплинах, кроме женского командного спринта.
Командный спринт
| Спортсмен | Дисциплина | Квалификация | Квалификация | Полуфиналы     | Полуфиналы | Финал          | Финал |
| Спортсмен | Дисциплина | Время        | Место        | Соперник Время | Место      | Соперник Время | Место |
| --------- | ---------- | ------------ | ------------ | -------------- | ---------- | -------------- | ----- |
|           | Мужчины    |              |              |                |            |                |       |

Легенды: FA=Финал; FB=За 3 место
Спринт
| Спортсмен | Дисциплина | Квалификация | Квалификация | Раунд 1        | Утеш. 1        | Раунд 2        | Утеш 2         | Раунд 3        | Утеш. 3        | Четвертьфиналы | Полуфиналы     | Финал / За 3 место | Финал / За 3 место |
| Спортсмен | Дисциплина | Время        | Место        | Соперник Время | Соперник Время | Соперник Время | Соперник Время | Соперник Время | Соперник Время | Соперник Время | Соперник Время | Соперник Время     | Место              |
| --------- | ---------- | ------------ | ------------ | -------------- | -------------- | -------------- | -------------- | -------------- | -------------- | -------------- | -------------- | ------------------ | ------------------ |
|           | Мужчины    |              |              |                |                |                |                |                |                |                |                |                    |                    |
|           |            |              |              |                |                |                |                |                |                |                |                |                    |                    |
|           | Женщины    |              |              |                |                |                |                |                |                |                |                |                    |                    |
|           |            |              |              |                |                |                |                |                |                |                |                |                    |                    |

Кейрин
| Спортсмен | Дисциплина | Раунд 1 | Утеш. | Четвертьфиналы | Полуфиналы | Финал |
| Спортсмен | Дисциплина | Место   | Место | Место          | Место      | Место |
| --------- | ---------- | ------- | ----- | -------------- | ---------- | ----- |
|           | Мужчины    |         |       |                |            |       |
|           |            |         |       |                |            |       |
|           | Женщины    |         |       |                |            |       |
|           |            |         |       |                |            |       |

Командное преследование
| Спортсмен | Дисциплина | Квалификация | Квалификация | Полуфиналы         | Полуфиналы         | Финал | Финал |
| Спортсмен | Дисциплина | Время        | Место        | Соперник Результат | Соперник Результат | Место |       |
| --------- | ---------- | ------------ | ------------ | ------------------ | ------------------ | ----- | ----- |
|           | Мужчины    |              |              |                    |                    |       |       |
|           | Женщины    |              |              |                    |                    |       |       |

Омниум
| Спортсмен | Дисциплина | Скрэтч | Скрэтч | Темповая гонка | Темповая гонка | Гонка с выбыванием | Гонка с выбыванием | Гонка по очкам | Гонка по очкам | Всего | Всего |
| Спортсмен | Дисциплина | Очки   | Место  | Очки           | Место          | Очки               | Место              | Очки           | Место          | Очки  | Место |
| --------- | ---------- | ------ | ------ | -------------- | -------------- | ------------------ | ------------------ | -------------- | -------------- | ----- | ----- |
|           | Мужчины    |        |        |                |                |                    |                    |                |                |       |       |
|           | Женщины    |        |        |                |                |                    |                    |                |                |       |       |

Мэдисон
| Спортсмены | Дисциплина | Очки | Круги | Место |
| ---------- | ---------- | ---- | ----- | ----- |
|            | Мужчины    |      |       |       |
|            | Женщины    |      |       |       |

### Маунтинбайк
Япония завоевала одно место в женские соревнования по маунтинбайку на Чемпионате мира по маунтинбайку 2023 года в Глазго, Великобритания.
| Спортсмен | Категория | Время | Место |
| --------- | --------- | ----- | ----- |
|           | Женщины   |       |       |

### BMX-гонки
Япония завоевала одно место на участие в женской BMX-гонке по результатам Чемпионата Азии 2023 года в Тагайтае, Филиппины.
| Спортсмен | Категория | Четвертьфиналы | Четвертьфиналы | Полуфиналы | Полуфиналы | Финал     | Финал |
| Спортсмен | Категория | Результат      | Место          | Баллы      | Место      | Результат | Место |
| --------- | --------- | -------------- | -------------- | ---------- | ---------- | --------- | ----- |
|           | Женщины   |                |                |            |            |           |       |

### BMX-фристайл
Япония завоевала одно место на участие в мужском BMX-фристайле по результатам Чемпионата мира по городскому велоспорту 2022 года в Абу-Даби, ОАЭ.
| Спортсмен | Категория | Посев | Посев | Финал | Финал |
| Спортсмен | Категория | Баллы | Место | Баллы | Место |
| --------- | --------- | ----- | ----- | ----- | ----- |
|           | Мужчины   |       |       |       |       |

## Водное поло
Мужская команда Японии по водному поло отобралась для участия в олимпийском турнире, победив на Азиатских играх 2022 года в Ханчжоу, Китай.
| Команда | Соревнование   | Групповая стадия | Групповая стадия | Групповая стадия | Групповая стадия | Групповая стадия | Групповая стадия | Четвертьфиналы | Полуфиналы    | Финал / За 3 место | Финал / За 3 место |
| Команда | Соревнование   | Соперник Счёт    | Соперник Счёт    | Соперник Счёт    | Соперник Счёт    | Соперник Счёт    | Место            | Соперник Счёт  | Соперник Счёт | Соперник Счёт      | Место              |
| ------- | -------------- | ---------------- | ---------------- | ---------------- | ---------------- | ---------------- | ---------------- | -------------- | ------------- | ------------------ | ------------------ |
| Япония  | Мужской турнир |                  |                  |                  |                  |                  |                  |                |               |                    |                    |

### Мужской турнир
Состав команды
- Команда из 12 игроков

## Волейбол
Мужская волейбольная команда Японии отобралась для участия в олимпийском турнире, заняв второе место на квалификационном олимпийском турнире в Токио, Япония.
| Команда | Соревнование   | Групповая стадия | Групповая стадия | Групповая стадия | Групповая стадия | Четвертьфиналы | Полуфиналы    | Финал / За 3 место | Финал / За 3 место |
| Команда | Соревнование   | Соперник Счёт    | Соперник Счёт    | Соперник Счёт    | Место            | Соперник Счёт  | Соперник Счёт | Соперник Счёт      | Место              |
| ------- | -------------- | ---------------- | ---------------- | ---------------- | ---------------- | -------------- | ------------- | ------------------ | ------------------ |
| Япония  | Мужской турнир |                  |                  |                  |                  |                |               |                    |                    |

### Мужской турнир
Состав команды
- Команда из 12 игроков

## Гандбол
Мужская сборная Японии по гандболу отобралась для участия в олимпийском турнире благодаря победе на Азиатском квалификационном турнире 2023 года в Дохе, Катар.
| Команда | Соревнование   | Групповая стадия | Групповая стадия | Групповая стадия | Групповая стадия | Групповая стадия | Групповая стадия | Четвертьфиналы | Полуфиналы    | Финал / За 3 место | Финал / За 3 место |
| Команда | Соревнование   | Соперник Счёт    | Соперник Счёт    | Соперник Счёт    | Соперник Счёт    | Соперник Счёт    | Место            | Соперник Счёт  | Соперник Счёт | Соперник Счёт      | Место              |
| ------- | -------------- | ---------------- | ---------------- | ---------------- | ---------------- | ---------------- | ---------------- | -------------- | ------------- | ------------------ | ------------------ |
| Япония  | Мужской турнир | Хорватия         | Германия         | Испания          | Словения         | Швеция           |                  |                |               |                    |                    |

### Мужской турнир
Состав команды
- Команда из 14 игроков

## Гимнастика спортивная
Япония завоевала максимальную квоту на участие в олимпийском турнире по спортивной гимнастике на Чемпионате мира по спортивной гимнастике 2023 года в Антверпене, Бельгия. 

### Мужчины
| Спортсмен       | Дисциплина | Квалификация                      | Квалификация                      | Квалификация                      | Квалификация                      | Квалификация                      | Квалификация                      | Квалификация                      | Квалификация                      | Финал   | Финал   | Финал   | Финал   | Финал   | Финал   | Финал | Финал |
| Спортсмен       | Дисциплина | Снаряды                           | Снаряды                           | Снаряды                           | Снаряды                           | Снаряды                           | Снаряды                           | Всего                             | Место                             | Снаряды | Снаряды | Снаряды | Снаряды | Снаряды | Снаряды | Всего | Место |
| Спортсмен       | Дисциплина | В                                 | КН                                | КО                                | ОП                                | ПБ                                | П                                 | Всего                             | Место                             | В       | КН      | КО      | ОП      | ПБ      | П       | Всего | Место |
| --------------- | ---------- | --------------------------------- | --------------------------------- | --------------------------------- | --------------------------------- | --------------------------------- | --------------------------------- | --------------------------------- | --------------------------------- | ------- | ------- | ------- | ------- | ------- | ------- | ----- | ----- |
| Дайки Хасимото  | Команды    |                                   |                                   |                                   |                                   |                                   |                                   |                                   |                                   |         |         |         |         |         |         | —     | —     |
| Казума Кая      | Команды    |                                   |                                   |                                   |                                   |                                   |                                   |                                   |                                   |         |         |         |         |         |         | —     | —     |
| Синносуке Ока   | Команды    |                                   |                                   |                                   |                                   |                                   |                                   |                                   |                                   |         |         |         |         |         |         | —     | —     |
| Такааки Сугино  | Команды    |                                   |                                   |                                   |                                   |                                   |                                   |                                   |                                   |         |         |         |         |         |         | —     | —     |
| Ватару Танигава | Команды    |                                   |                                   |                                   |                                   |                                   |                                   |                                   |                                   |         |         |         |         |         |         | —     | —     |
| Всего           | Команды    |                                   |                                   |                                   |                                   |                                   |                                   |                                   |                                   |         |         |         |         |         |         |       |       |
|                 | Многоборье | См. результаты командного турнира | См. результаты командного турнира | См. результаты командного турнира | См. результаты командного турнира | См. результаты командного турнира | См. результаты командного турнира | См. результаты командного турнира | См. результаты командного турнира |         |         |         |         |         |         |       |       |
|                 | Многоборье | См. результаты командного турнира |                                   |                                   |                                   |                                   |                                   |                                   |                                   |         |         |         |         |         |         |       |       |

### Женщины
| Спортсмен                                    | Дисциплина | Квалификация                      | Квалификация                      | Квалификация                      | Квалификация                      | Квалификация                      | Квалификация                      | Финал   | Финал   | Финал   | Финал   | Финал | Финал |
| Спортсмен                                    | Дисциплина | Снаряды                           | Снаряды                           | Снаряды                           | Снаряды                           | Всего                             | Место                             | Снаряды | Снаряды | Снаряды | Снаряды | Всего | Место |
| Спортсмен                                    | Дисциплина | ОП                                | РБ                                | Б                                 | В                                 | Всего                             | Место                             | ОП      | РБ      | Б       | В       | Всего | Место |
| -------------------------------------------- | ---------- | --------------------------------- | --------------------------------- | --------------------------------- | --------------------------------- | --------------------------------- | --------------------------------- | ------- | ------- | ------- | ------- | ----- | ----- |
| Рина Киcи                                    | Команды    |                                   |                                   |                                   |                                   |                                   |                                   |         |         |         |         | —     | —     |
| Шоко Мията (исключена из команды без замены) | Команды    |                                   |                                   |                                   |                                   |                                   |                                   |         |         |         |         | —     | —     |
| Харука Накамура                              | Команды    |                                   |                                   |                                   |                                   |                                   |                                   |         |         |         |         | —     | —     |
| Мана Окамура                                 | Команды    |                                   |                                   |                                   |                                   |                                   |                                   |         |         |         |         | —     | —     |
| Кохане Усиоку                                | Команды    |                                   |                                   |                                   |                                   |                                   |                                   |         |         |         |         | —     | —     |
| Всего                                        | Команды    |                                   |                                   |                                   |                                   |                                   |                                   |         |         |         |         |       |       |
|                                              | Многоборье | См. результаты командного турнира | См. результаты командного турнира | См. результаты командного турнира | См. результаты командного турнира | См. результаты командного турнира | См. результаты командного турнира |         |         |         |         |       |       |
|                                              | Многоборье | См. результаты командного турнира |                                   |                                   |                                   |                                   |                                   |         |         |         |         |       |       |

## Гребля на байдарках и каноэ

### Гребной слалом
Япония завоевала по одному месту в мужские и женские соревнования на байдарках на Чемпионате мира по гребному слалому в Лондоне, Великобритания и одно место в мужские соревнования на каноэ на Азиатском квалификационном турнире 2023 года. Также Япония автоматически получила по одному месту в соревнованиях по кроссу у мужчин и женщин.
Мужчины
| Спортсмен | Дисциплина     | Заезды    | Заезды | Заезды    | Заезды | Заезды       | Заезды | Полуфинал | Полуфинал | Финал | Финал |
| Спортсмен | Дисциплина     | 1 попытка | Место  | 2 попытка | Место  | Лучшее время | Место  | Время     | Место     | Время | Место |
| --------- | -------------- | --------- | ------ | --------- | ------ | ------------ | ------ | --------- | --------- | ----- | ----- |
|           | Байдарка-1     |           |        |           |        |              |        |           |           |       |       |
|           | Каноэ-1        |           |        |           |        |              |        |           |           |       |       |
|           | Байдарки-кросс |           |        |           |        |              |        |           |           |       |       |

Женщины
| Спортсмен | Дисциплина     | Заезды    | Заезды | Заезды    | Заезды | Заезды       | Заезды | Полуфинал | Полуфинал | Финал | Финал |
| Спортсмен | Дисциплина     | 1 попытка | Место  | 2 попытка | Место  | Лучшее время | Место  | Время     | Место     | Время | Место |
| --------- | -------------- | --------- | ------ | --------- | ------ | ------------ | ------ | --------- | --------- | ----- | ----- |
|           | Байдарка-1     |           |        |           |        |              |        |           |           |       |       |
|           | Байдарки-кросс |           |        |           |        |              |        |           |           |       |       |

## Конный спорт
Япония завоевала право участвовать в командных и личных соревнованиях по троеборью и конкуру. Японская команда по троеборью квалифицировалась через олимпийскую квалификацию групп F и G, команда по конкуру – через олимпийскую квалификацию группы G. В личных соревнованиях по троеборью и конкуру Япония будет представлена тремя спортсменами.

### Троеборье
| Спортсмен | Лошадь   | Дисциплина       | Выездка | Выездка | Кросс | Кросс | Кросс | Конкур       | Конкур       | Конкур       | Конкур | Конкур | Конкур | Всего | Всего |
| Спортсмен | Лошадь   | Дисциплина       | Выездка | Выездка | Кросс | Кросс | Кросс | Квалификация | Квалификация | Квалификация | Финал  | Финал  | Финал  | Всего | Всего |
| Спортсмен | Лошадь   | Дисциплина       | Штраф   | Место   | Штраф | Всего | Место | Штраф        | Всего        | Место        | Штраф  | Всего  | Место  | Штраф | Место |
| --------- | -------- | ---------------- | ------- | ------- | ----- | ----- | ----- | ------------ | ------------ | ------------ | ------ | ------ | ------ | ----- | ----- |
|           |          | Личный турнир    |         |         |       |       |       |              |              |              |        |        |        |       |       |
|           |          |                  |         |         |       |       |       |              |              |              |        |        |        |       |       |
|           |          |                  |         |         |       |       |       |              |              |              |        |        |        |       |       |
|           | См. выше | Командный турнир |         |         |       |       |       |              |              |              | —      | —      | —      |       |       |

### Конкур
| Спортсмен | Лошадь   | Дисциплина       | Квалификация | Квалификация | Финал | Финал | Финал |
| Спортсмен | Лошадь   | Дисциплина       | Штраф        | Место        | Штраф | Время | Место |
| --------- | -------- | ---------------- | ------------ | ------------ | ----- | ----- | ----- |
|           |          | Личный турнир    |              |              |       |       |       |
|           |          |                  |              |              |       |       |       |
|           |          |                  |              |              |       |       |       |
|           | См. выше | Командный турнир |              |              |       |       |       |

## Легкая атлетика
Японские легкоатлеты выполнили нормативы для участия в Играх 2024 года, пройдя прямую квалификацию или по мировому рейтингу, в следующих соревнованиях (максимум по 3 спортсмена в каждом):
Беговые дисциплины
Мужчины
| Спортсмен              | Дисциплина            | Забеги    | Забеги | Утеш. забеги | Утеш. забеги | Полуфиналы | Полуфиналы | Финал     | Финал |
| Спортсмен              | Дисциплина            | Результат | Место  | Результат    | Место        | Результат  | Место      | Результат | Место |
| ---------------------- | --------------------- | --------- | ------ | ------------ | ------------ | ---------- | ---------- | --------- | ----- |
| Абдул Хаким Сани-Браун | 100 м                 |           |        |              |              |            |            |           |       |
| Фуга Сато              | 400 м                 |           |        |              |              |            |            |           |       |
| Кэнтаро Сато           | 400 м                 |           |        |              |              |            |            |           |       |
| Рашид Муратакэ         | 110 м с/б             |           |        |              |              |            |            |           |       |
| Сюнсукэ Идзумия        | 110 м с/б             |           |        |              |              |            |            |           |       |
| Сюсэй Номото           | 110 м с/б             |           |        |              |              |            |            |           |       |
| Кэн Тоёда              | 400 м с/б             |           |        |              |              |            |            |           |       |
| Кадзуки Курокава       | 400 м с/б             |           |        |              |              |            |            |           |       |
|                        | 400 м с/б             |           |        |              |              |            |            |           |       |
| Рюдзи Миура            | 3000 м с/пр           |           |        |              |              |            |            |           |       |
| Наоки Кояма            | Марафон               | —         | —      | —            | —            | —          | —          |           |       |
| Акира Акасаки          | Марафон               | —         | —      | —            | —            | —          | —          |           |       |
| Сугуру Осако           | Марафон               | —         | —      | —            | —            | —          | —          |           |       |
|                        | Ходьба 20 км          | —         | —      | —            | —            | —          | —          |           |       |
|                        | Ходьба 20 км          | —         |        |              |              |            |            |           |       |
|                        | Ходьба 20 км          | —         |        |              |              |            |            |           |       |
|                        | Эстафета 4×100 метров |           |        | —            | —            | —          | —          |           |       |
|                        | Эстафета 4×400 метров |           |        | —            | —            | —          | —          |           |       |

Женщины
| Спортсмен      | Дисциплина   | Забеги    | Забеги | Утеш. забеги | Утеш. забеги | Полуфиналы | Полуфиналы | Финал     | Финал |
| Спортсмен      | Дисциплина   | Результат | Место  | Результат    | Место        | Результат  | Место      | Результат | Место |
| -------------- | ------------ | --------- | ------ | ------------ | ------------ | ---------- | ---------- | --------- | ----- |
| Нодзоми Танака | 5000 м       |           |        |              |              |            |            |           |       |
|                | Марафон      | —         | —      | —            | —            | —          | —          |           |       |
|                | Марафон      | —         |        |              |              |            |            |           |       |
|                | Марафон      | —         |        |              |              |            |            |           |       |
|                | Ходьба 20 км | —         | —      | —            | —            | —          | —          |           |       |
|                | Ходьба 20 км | —         |        |              |              |            |            |           |       |

Микст
| Спортсмен | Дисциплина      | Забеги    | Забеги | Финал     | Финал |
| Спортсмен | Дисциплина      | Результат | Место  | Результат | Место |
| --------- | --------------- | --------- | ------ | --------- | ----- |
|           | Ходьба эстафета | —         | —      |           |       |
|           | Ходьба эстафета | —         | —      |           |       |

Технические дисциплины
Женщины
| Спортсмен       | Дисциплина     | Полуфиналы | Полуфиналы | Финал     | Финал |
| Спортсмен       | Дисциплина     | Результат  | Место      | Результат | Место |
| --------------- | -------------- | ---------- | ---------- | --------- | ----- |
| Сумирэ Хата     | Прыжки в длину |            |            |           |       |
| Харука Китагути | Метание копья  |            |            |           |       |

## Настольный теннис
Япония завоевала право выставить мужскую и женскую команду, а также автоматически по два игрока в мужском и женском индивидуальных турнирах по итогам Чемпионата мира по настольному теннису среди команд 2024 в Пусане, Корея. Право выставить команду в миксте Япония получила по рейтингу смешанных пар ITTF.
| Спортсмен                                         | Дисциплина      | Предварит.         | 1 Раунд            | 2 Раунд            | 3 Раунд            | 1/8                | Четвертьфиналы     | Полуфиналы         | Финал / За 3 место | Финал / За 3 место |
| Спортсмен                                         | Дисциплина      | Соперник Результат | Соперник Результат | Соперник Результат | Соперник Результат | Соперник Результат | Соперник Результат | Соперник Результат | Соперник Результат | Место              |
| ------------------------------------------------- | --------------- | ------------------ | ------------------ | ------------------ | ------------------ | ------------------ | ------------------ | ------------------ | ------------------ | ------------------ |
|                                                   | Мужчины личное  |                    |                    |                    |                    |                    |                    |                    |                    |                    |
|                                                   |                 |                    |                    |                    |                    |                    |                    |                    |                    |                    |
| Томокадзу Харимото Хирото Шинозука Сюнсуке Тогами | Мужчины команды | —                  | —                  | —                  | —                  |                    |                    |                    |                    |                    |
|                                                   | Женщины личное  |                    |                    |                    |                    |                    |                    |                    |                    |                    |
|                                                   |                 |                    |                    |                    |                    |                    |                    |                    |                    |                    |
| Хина Хаята Мива Харимото Миу Хирано               | Женщины команды | —                  | —                  | —                  | —                  |                    |                    |                    |                    |                    |

| Спортсмен                     | Дисциплина | 1/16               | 1/8                | Четвертьфиналы     | Полуфиналы         | Финал / За 3 место | Финал / За 3 место |
| Спортсмен                     | Дисциплина | Соперник Результат | Соперник Результат | Соперник Результат | Соперник Результат | Соперник Результат | Место              |
| ----------------------------- | ---------- | ------------------ | ------------------ | ------------------ | ------------------ | ------------------ | ------------------ |
| Томокадзу Харимото Хина Хаята | Микст пары |                    |                    |                    |                    |                    |                    |

## Парусный спорт
Япония завоевала право выставить по одной лодке (яхте) в нижеследующих классах судов по результатам Чемпионата мира по парусному спорту 2023 года в Гааге, Нидерланды, Панамериканских играх 2023 года в Чили и регаты «Последний шанс» 2024 года в Йере, Франция.
Гонки с выбыванием
| Спортсмен | Дисциплина     | Гонка | Гонка | Гонка | Гонка | Гонка | Гонка | Гонка | Гонка | Гонка | Гонка | Гонка | Гонка | Гонка | Гонка | Гонка | Гонка | Гонка | Гонка | Гонка | Гонка | Гонка | Гонка | Гонка | Гонка | Гонка | Место |
| Спортсмен | Дисциплина     | 1     | 2     | 3     | 4     | 5     | 6     | 7     | 8     | 9     | 10    | 11    | 12    | 1/4   | ПФ1   | ПФ2   | ПФ3   | ПФ4   | ПФ5   | ПФ6   | Ф1    | Ф2    | Ф3    | Ф4    | Ф5    | Ф6    | Место |
| --------- | -------------- | ----- | ----- | ----- | ----- | ----- | ----- | ----- | ----- | ----- | ----- | ----- | ----- | ----- | ----- | ----- | ----- | ----- | ----- | ----- | ----- | ----- | ----- | ----- | ----- | ----- | ----- |
|           | Мужчины IQFoil |       |       |       |       |       |       |       |       |       | —     | —     | —     |       |       |       |       |       |       |       |       |       |       |       |       |       |       |

Медальные гонки
| Спортсмен | Дисциплина      | Гонка | Гонка | Гонка | Гонка | Гонка | Гонка | Гонка | Гонка | Гонка | Гонка | Гонка | Гонка | Гонка | Гонка | Гонка | Гонка | Баллы | Место |
| Спортсмен | Дисциплина      | 1     | 2     | 3     | 4     | 5     | 6     | 7     | 8     | 9     | 10    | 11    | 12    | 13    | 14    | 15    | M*    | Баллы | Место |
| --------- | --------------- | ----- | ----- | ----- | ----- | ----- | ----- | ----- | ----- | ----- | ----- | ----- | ----- | ----- | ----- | ----- | ----- | ----- | ----- |
|           | Женщины 49-й FX |       |       |       |       |       |       |       |       |       |       |       |       |       |       |       |       |       |       |
|           | Микст 470       |       |       |       |       |       |       |       |       |       |       |       | —     | —     | —     | —     |       |       |       |
|           | Микст Накра 17  |       |       |       |       |       |       |       |       |       |       |       |       |       |       |       |       |       |       |

M = Медальная гонка; EL = Выбыл – не участвовал в медальной гонке

## Плавание
Японские пловцы выполнили требования для участия в нижеследующих дисциплинах плавательного турнира Олимпиады (максимум два пловца, выполнивших Олимпийский квалификационный норматив (OST) или, возможно, Олимпийский рассматриваемый норматив (OCT)). Чтобы гарантировать свой отбор в олимпийскую сборную, пловцы должны финишировать в числе двух лучших на внутренних отборочных соревнованиях. Кроме того, любой японский пловец, выигравший золото на чемпионате мира по водным видам спорта 2023 года, запланированном на 22-30 июля в Фукуоке, автоматически гарантирует себе место в олимпийском турнире.
Мужчины
| Спортсмен         | Дисциплина                | Заплывы | Заплывы | Полуфиналы | Полуфиналы | Финал | Финал |
| Спортсмен         | Дисциплина                | Время   | Место   | Время      | Место      | Время | Место |
| ----------------- | ------------------------- | ------- | ------- | ---------- | ---------- | ----- | ----- |
|                   | 100 м вольный стиль       |         |         |            |            |       |       |
| Кацухиро Мацумото | 200 м вольный стиль       |         |         |            |            |       |       |
|                   | 200 м вольный стиль       |         |         |            |            |       |       |
|                   | 100 м на спине            |         |         |            |            |       |       |
|                   | 200 м на спине            |         |         |            |            |       |       |
|                   |                           |         |         |            |            |       |       |
|                   | 200 м брасс               |         |         |            |            |       |       |
|                   |                           |         |         |            |            |       |       |
|                   | 100 м баттерфляй          |         |         |            |            |       |       |
|                   |                           |         |         |            |            |       |       |
|                   | 200 м баттерфляй          |         |         |            |            |       |       |
|                   |                           |         |         |            |            |       |       |
|                   | 200 м комплекс            |         |         |            |            |       |       |
|                   |                           |         |         |            |            |       |       |
| Томоюки Мацушита  | 400 м комплекс            |         |         | —          | —          |       |       |
|                   | 400 м комплекс            |         | —       |            |            |       |       |
|                   | 4 × 100 м вольный стиль   |         |         | —          | —          |       |       |
|                   | 4 × 200 м вольный стиль   |         |         | —          | —          |       |       |
|                   | 4 × 100 м комбинированная |         |         | —          | —          |       |       |
| Тайсин Минамиде   | 10 км открытая вода       | —       | —       | —          | —          |       |       |

Женщины
| Спортсмен      | Дисциплина                | Заплывы | Заплывы | Полуфиналы | Полуфиналы | Финал | Финал |
| Спортсмен      | Дисциплина                | Время   | Место   | Время      | Место      | Время | Место |
| -------------- | ------------------------- | ------- | ------- | ---------- | ---------- | ----- | ----- |
|                | 400 м вольный стиль       |         |         | —          | —          |       |       |
|                | 200 м на спине            |         |         |            |            |       |       |
| Рэона Аоки     | 100 м брасс               |         |         |            |            |       |       |
| Сатоми Судзуки | 100 м брасс               |         |         |            |            |       |       |
|                | 200 м брасс               |         |         |            |            |       |       |
|                |                           |         |         |            |            |       |       |
| Мизуки Хираи   | 100 м баттерфляй          |         |         |            |            |       |       |
| Рикако Икээ    | 100 м баттерфляй          |         |         |            |            |       |       |
|                | 200 м баттерфляй          |         |         |            |            |       |       |
|                |                           |         |         |            |            |       |       |
|                | 200 м комплекс            |         |         |            |            |       |       |
|                |                           |         |         |            |            |       |       |
| Мио Нарита     | 400 м комплекс            |         |         | —          | —          |       |       |
| Агэха Танигава | 400 м комплекс            |         |         | —          | —          |       |       |
|                | 4 × 100 м вольный стиль   |         |         | —          | —          |       |       |
|                | 4 × 200 м вольный стиль   |         |         | —          | —          |       |       |
|                | 4 × 100 м комбинированная |         |         | —          | —          |       |       |
| Айри Эбина     | 10 км открытая вода       | —       | —       | —          | —          |       |       |

Микст
| Спортсмен | Дисциплина                | Заплывы | Заплывы | Финал | Финал |
| Спортсмен | Дисциплина                | Время   | Место   | Время | Место |
| --------- | ------------------------- | ------- | ------- | ----- | ----- |
|           | 4 × 100 м комбинированная |         |         |       |       |

## Прыжки в воду
Япония завоевала три места на участие в личных соревнованиях по результатам Чемпионата мира по водным видам спорта 2023 года в Фукуоке, Япония: на 10-метровой вышке у мужчин и женщин и на 3-метровом трамплине у женщин. Еще два места – на 3-метровом трамплине у мужчин и женщин – Япония завоевала на Чемпионате мира по водным видам спорта 2024 года в Дохе, Катар.
| Спортсмен | Дисциплина                  | Квалификация | Квалификация | Полуфинал | Полуфинал | Финал | Финал |
| Спортсмен | Дисциплина                  | Баллы        | Место        | Баллы     | Место     | Баллы | Место |
| --------- | --------------------------- | ------------ | ------------ | --------- | --------- | ----- | ----- |
|           | Мужчины 3-метровый трамплин |              |              |           |           |       |       |
|           | Мужчины 10-метровая вышка   |              |              |           |           |       |       |
|           | Женщины 3-метровый трамплин |              |              |           |           |       |       |
|           |                             |              |              |           |           |       |       |
|           | Женщины 10-метровая вышка   |              |              |           |           |       |       |

## Прыжки на батуте
Япония завоевала одно квотное место в соревнование мужчин, заняв место в первой восьмерке на Чемпионате мира по прыжкам на батуте в Бирмингеме, Великобритания и одно квотное место в соревнование женщин по результатам Серии этапов Кубка мира 2023-2024.
| Спортсмен | Дисциплина | Квалификация | Квалификация | Финал | Финал |
| Спортсмен | Дисциплина | Баллы        | Место        | Баллы | Место |
| --------- | ---------- | ------------ | ------------ | ----- | ----- |
|           | Мужчины    |              |              |       |       |
|           | Женщины    |              |              |       |       |

## Регби-7
Женская и мужская команды Японии по регби-7 завоевали право на участие в олимпийском турнире, победив на Азиатских квалификационных турнирах 2023 года в Осаке, Япония.
| Команда | Соревнование   | Групповая стадия | Групповая стадия | Групповая стадия | Групповая стадия | Четвертьфиналы | Полуфиналы    | Финал / Матч за 3 место | Финал / Матч за 3 место |
| Команда | Соревнование   | Соперник Счёт    | Соперник Счёт    | Соперник Счёт    | Место            | Соперник Счёт  | Соперник Счёт | Соперник Счёт           | Место                   |
| ------- | -------------- | ---------------- | ---------------- | ---------------- | ---------------- | -------------- | ------------- | ----------------------- | ----------------------- |
| Япония  | Мужской турнир |                  |                  |                  |                  |                |               |                         |                         |
| Япония  | Женский турнир |                  |                  |                  |                  |                |               |                         |                         |

### Мужской турнир
Состав команды
- Команда из 12 игроков

### Женский турнир
Состав команды
- Команда из 12 игроков

## Сёрфинг
Японские сёрферы завоевали три места в мужские соревнованиях и одно место в женских соревнованиях. Каноа Игараси завоевал персональное место по результатам Мировой лиги сёрфинга 2023 года, Рео Инаба и Сино Мацуда сделали то же самое по результатам Всемирных игр по сёрфингу 2023 года в Сальвадоре. Еще одно место в мужские соревнования Япония получила как лучшая команда на Всемирных играх по сёрфингу 2022 года.
| Спортсмен     | Категория | 1 раунд | 1 раунд | 2 раунд | 2 раунд | 3 раунд            | Четвертьфинал      | Полуфинал          | Финал / За 3 место | Финал / За 3 место |
| Спортсмен     | Категория | Счёт    | Место   | Счёт    | Место   | Соперник Результат | Соперник Результат | Соперник Результат | Соперник Результат | Место              |
| ------------- | --------- | ------- | ------- | ------- | ------- | ------------------ | ------------------ | ------------------ | ------------------ | ------------------ |
| Каноа Игараси | Мужчины   |         |         |         |         |                    |                    |                    |                    |                    |
| Рэо Инаба     | Мужчины   |         |         |         |         |                    |                    |                    |                    |                    |
|               | Мужчины   |         |         |         |         |                    |                    |                    |                    |                    |
| Сино Мацуда   | Женщины   |         |         |         |         |                    |                    |                    |                    |                    |

## Синхронное плавание
Япония завоевало право выставить команду и дуэт в олимпийском турнире по синхронному плаванию по итогам Чемпионата мира по водным видам спорта 2024 года в Дохе, Катар.
| Спортсмен | Дисциплина | Техническая программа | Техническая программа | Произвольная программа | Произвольная программа | Акробатическая программа | Акробатическая программа | Сумма | Сумма |
| Спортсмен | Дисциплина | Баллы                 | Место                 | Баллы                  | Место                  | Баллы                    | Место                    | Баллы | Место |
| --------- | ---------- | --------------------- | --------------------- | ---------------------- | ---------------------- | ------------------------ | ------------------------ | ----- | ----- |
|           | Дуэты      |                       |                       |                        |                        | —                        | —                        |       |       |
|           | Команды    |                       |                       |                        |                        |                          |                          |       |       |

## Современное пятиборье
Японские пятиборцы завоевали именную квоту на участие в мужском и женском олимпийских турнирах на Азиатских играх 2023 года в Ханчжоу, Китай.
| Спортсмен    | Дисциплина     | Фехтование (шпага до 1 укола) | Фехтование (шпага до 1 укола) | Фехтование (шпага до 1 укола) | Фехтование (шпага до 1 укола) | Плавание (200 м вольный стиль) | Плавание (200 м вольный стиль) | Плавание (200 м вольный стиль) | Конный спорт (конкур) | Конный спорт (конкур) | Конный спорт (конкур) | Комбинация: стрельба и бег (10 м пистолет)/(3200 м) | Комбинация: стрельба и бег (10 м пистолет)/(3200 м) | Комбинация: стрельба и бег (10 м пистолет)/(3200 м) | Сумма | Место |
| Спортсмен    | Дисциплина     | ОР                            | БР                            | Место                         | Баллы                         | Время                          | Место                          | Баллы                          | Штраф                 | Место                 | Баллы                 | Время                                               | Место                                               | Баллы                                               | Сумма | Место |
| ------------ | -------------- | ----------------------------- | ----------------------------- | ----------------------------- | ----------------------------- | ------------------------------ | ------------------------------ | ------------------------------ | --------------------- | --------------------- | --------------------- | --------------------------------------------------- | --------------------------------------------------- | --------------------------------------------------- | ----- | ----- |
| Тайсю Сато   | Мужской турнир |                               |                               |                               |                               |                                |                                |                                |                       |                       |                       |                                                     |                                                     |                                                     |       |       |
| Мисаки Утида | Женский турнир |                               |                               |                               |                               |                                |                                |                                |                       |                       |                       |                                                     |                                                     |                                                     |       |       |

## Спортивное скалолазание
Япония завоевала по одному месту в мужской и женской комбинации боулдеринга и лазания на трудность по итогам Чемпионата мира 2023 в Берне, Швейцария. Еще одно место в мужской комбинации было завоевано на Азиатском квалификационном турнире.
Комбинация боулдеринга и лазания на трудность
| Спортсмен      | Категория | Квалификация | Квалификация | Квалификация | Квалификация | Квалификация | Квалификация | Квалификация | Финал      | Финал      | Финал     | Финал     | Финал     | Финал | Финал |
| Спортсмен      | Категория | Боулдеринг   | Боулдеринг   | Трудность    | Трудность    | Трудность    | Всего        | Место        | Боулдеринг | Боулдеринг | Трудность | Трудность | Трудность | Всего | Место |
| Спортсмен      | Категория | Результат    | Место        | Зацеп        | Время        | Место        | Всего        | Место        | Результат  | Место      | Зацеп     | Время     | Место     | Всего | Место |
| -------------- | --------- | ------------ | ------------ | ------------ | ------------ | ------------ | ------------ | ------------ | ---------- | ---------- | --------- | --------- | --------- | ----- | ----- |
| Томоа Нарасаки | Мужчины   |              |              |              |              |              |              |              |            |            |           |           |           |       |       |
| Сорато Анраку  | Мужчины   |              |              |              |              |              |              |              |            |            |           |           |           |       |       |
| Аи Мори        | Женщины   |              |              |              |              |              |              |              |            |            |           |           |           |       |       |

## Стрельба
Япония завоевала два квотных места для участия в соревнованиях стрелков по итогам Чемпионата мира по стрельбе 2023 года в Баку, Азербайджан и Чемпионата Азии по стрельбе 2023 года.
Мужчины
| Спортсмен | Дисциплина                         | Квалификация | Квалификация | Полуфинал | Полуфинал | Финал | Финал |
| Спортсмен | Дисциплина                         | Баллы        | Место        | Баллы     | Место     | Баллы | Место |
| --------- | ---------------------------------- | ------------ | ------------ | --------- | --------- | ----- | ----- |
|           | Пневматическая винтовка, 10 м      |              |              |           |           |       |       |
|           | Скорострельный пистолет, 25 метров |              |              |           |           |       |       |

## Стрельба из лука
Япония обеспечила себе по результатам Чемпионате мира по стрельбе из лука 2023 года в Берлине, Германия максимальное участие в мужских соревнованиях, завоевав место в командных соревнованиях и три в личных, и одно место на участие в женском личном турнире. Квалифицировав, как минимум, по одному участнику в женский и мужской личные турнире, Япония автоматически получила право на участие в миксте.
| Спортсмен | Дисциплина                        | Предварительный раунд | Предварительный раунд | 1/64          | 1/32          | 1/16          | Четвертьфиналы | Полуфиналы    | Финал / За 3 место | Финал / За 3 место |
| Спортсмен | Дисциплина                        | Результат             | Посев                 | Соперник Счет | Соперник Счет | Соперник Счет | Соперник Счет  | Соперник Счет | Соперник Счет      | Место              |
| --------- | --------------------------------- | --------------------- | --------------------- | ------------- | ------------- | ------------- | -------------- | ------------- | ------------------ | ------------------ |
|           | Мужчины индивидуальное первенство |                       |                       | 0             |               |               |                |               |                    |                    |
|           | Мужчины индивидуальное первенство |                       | 0                     |               |               |               |                |               |                    |                    |
|           | Мужчины индивидуальное первенство |                       | 0                     |               |               |               |                |               |                    |                    |
|           | Мужчины командное первенство      |                       |                       | —             | —             |               |                |               |                    |                    |
|           | Женщины индивидуальное первенство |                       |                       | 0             |               |               |                |               |                    |                    |
|           | Микст команды                     |                       |                       | —             | —             | 0             |                |               |                    |                    |

## Триатлон
Япония получила два места в мужских и одно место в женских соревнованиях по индивидуальному олимпийскому рейтингу World Triathlon.
Личное
| Спортсмен    | Категория | Время             | Время     | Время             | Время     | Время       | Время | Место |
| Спортсмен    | Категория | Плавание (1,5 км) | Переход 1 | Велосипед (40 км) | Переход 2 | Бег (10 км) | Всего | Место |
| ------------ | --------- | ----------------- | --------- | ----------------- | --------- | ----------- | ----- | ----- |
|              | Мужчины   |                   |           |                   |           |             |       |       |
|              |           |                   |           |                   |           |             |       |       |
| Юко Такахаси | Женщины   |                   |           |                   |           |             |       |       |

## Тяжёлая атлетика
Япония получила два места в мужских и одно в женских соревнованиях в соответствии с олимпийским рейтингом IWF.
| Спортсмен        | Категория            | Рывок     | Рывок | Толчок    | Толчок | Всего | Место |
| Спортсмен        | Категория            | Результат | Место | Результат | Место  | Всего | Место |
| ---------------- | -------------------- | --------- | ----- | --------- | ------ | ----- | ----- |
| Масанори Миямото | Мужчины до 73 кг     |           |       |           |        |       |       |
| Эйширо Мураками  | Мужчины свыше 102 кг |           |       |           |        |       |       |
| Рира Судзуки     | Женщины до 49 кг     |           |       |           |        |       |       |

## Фехтование
Япония получила по рейтингу FIE право выставить команду и трех участников в женской и мужской рапире, мужской шпаге и женской сабле. Также по рейтингу FIE Япония получила по одному индивидуальному месту в мужской сабле и женской шпаге.
| Спортсмен    | Дисциплина             | Раунд 64      | Раунд 32      | Раунд 16      | Четвертьфинал | Полуфинал     | Финал / За 3 место | Финал / За 3 место |
| Спортсмен    | Дисциплина             | Соперник Счет | Соперник Счет | Соперник Счет | Соперник Счет | Соперник Счет | Соперник Счет      | Место              |
| ------------ | ---------------------- | ------------- | ------------- | ------------- | ------------- | ------------- | ------------------ | ------------------ |
|              | Мужчины шпага          |               |               |               |               |               |                    |                    |
|              |                        |               |               |               |               |               |                    |                    |
|              |                        |               |               |               |               |               |                    |                    |
|              | Мужчины шпага команды  | —             | —             |               |               |               |                    |                    |
|              | Мужчины рапира         |               |               |               |               |               |                    |                    |
|              |                        |               |               |               |               |               |                    |                    |
|              |                        |               |               |               |               |               |                    |                    |
|              | Мужчины рапира команды | —             | —             |               |               |               |                    |                    |
| Кэнто Ёшида  | Мужчины сабля          |               |               |               |               |               |                    |                    |
| Нодзоми Сато | Женщины шпага          |               |               |               |               |               |                    |                    |
|              | Женщины рапира         |               |               |               |               |               |                    |                    |
|              |                        |               |               |               |               |               |                    |                    |
|              |                        |               |               |               |               |               |                    |                    |
|              | Женщины рапира команды | —             | —             |               |               |               |                    |                    |
|              | Женщины сабля          |               |               |               |               |               |                    |                    |
|              |                        |               |               |               |               |               |                    |                    |
|              |                        |               |               |               |               |               |                    |                    |
|              | Женщины сабля команды  | —             | —             |               |               |               |                    |                    |

## Футбол
Женская сборная Японии по футболу завоевало право участвовать в олимпийском турнире, став одним из победителей матчей третьего круга Азиатского квалификационного турнира 2024 года. Мужская молодежная сборная Японии по футболу завоевала право участвовать в олимпийском турнире, выиграв Кубок Азии среди молодежных команд 2024 года в Катаре.
| Команда | Соревнование   | Групповая стадия | Групповая стадия | Групповая стадия | Групповая стадия | Четвертьфиналы | Полуфиналы    | Финал / За 3 место | Финал / За 3 место |
| Команда | Соревнование   | Соперник Счёт    | Соперник Счёт    | Соперник Счёт    | Место            | Соперник Счёт  | Соперник Счёт | Соперник Счёт      | Место              |
| ------- | -------------- | ---------------- | ---------------- | ---------------- | ---------------- | -------------- | ------------- | ------------------ | ------------------ |
| Япония  | Мужской турнир | Парагвай         | Мали             | Израиль          |                  |                |               |                    |                    |
| Япония  | Женский турнир | Испания          | Бразилия         | Нигерия          |                  |                |               |                    |                    |

### Мужской турнир
Состав команды
- Команда из 18 игроков

### Женский турнир
Состав команды
- Команда из 18 игроков

## Хоккей на траве
Женская сборная Японии по хоккею на траве завоевала право участвовать в олимпийском турнире, войдя в число трех лучших команд на Олимпийском квалификационном турнире в Ранчи, Индия.
| Команда | Соревнование   | Групповая стадия | Групповая стадия | Групповая стадия | Групповая стадия | Групповая стадия | Групповая стадия | Четвертьфиналы | Полуфиналы    | Финал / За 3 место | Финал / За 3 место |
| Команда | Соревнование   | Соперник Счёт    | Соперник Счёт    | Соперник Счёт    | Соперник Счёт    | Соперник Счёт    | Место            | Соперник Счёт  | Соперник Счёт | Соперник Счёт      | Место              |
| ------- | -------------- | ---------------- | ---------------- | ---------------- | ---------------- | ---------------- | ---------------- | -------------- | ------------- | ------------------ | ------------------ |
| Япония  | Женский турнир | Германия         | Китай            | Бельгия          | Франция          | Нидерланды       |                  |                |               |                    |                    |

### Женский турнир
Состав команды
- Команда из 16 игроков